# Патакамая
Патакамая (исп. Patacamaya) или Патак Амайя — город в Боливии, расположенный в департаменте Ла-Пас. В 2012 году население составляло 11 197 человек. Это столица муниципалитета Патакамайя, пятого муниципального округа провинции Арома. Патакамая расположена на Альтиплано, примерно в 100 км к юго-востоку от фактической столицы Боливии Ла-Паса. В Патакамайе находится пересечение важных шоссе Боливии: шоссе № 1, которое идет от Ла-Паса до Оруро и Кочабамбы, и Шоссе Арика (Чили) — Ла-Пас. Шоссе «Тамбо Кемадо» — одна из важнейших международных дорог, проходящих через Боливию.

## Население
Численность населения Патакамайи по годам:
2001 — 8 414 человек
2012 — 11 197 человек

## Достопримечательности
Недалеко от города находится астрономическая обсерватория (Observatorio de Patacamaya). Она была построена в 1973 году при поддержке СССР и через 10 лет перешла под управление Университета Сан-Андреса.
Диаметр телескопа Celestron в обсерватории — 40 см. В обсерватории также есть две астрокамеры (АФУ-75 и ПЗС СБИГ СТ-5), а также другое астрономическое оборудование. С помощью этого оборудования студенты исследовали такие события, как пролет кометы Галлея и кометы Шумейкера Леви-9.
Рядом с городом расположены горячие источники Вичкачани . 